# Centropa Cup
De Centropa Cup 1951 (afkorting van Centraal-Europacup) was een eenmalig voetbaltoernooi. Het vormde min of meer een intermezzo in de Mitropacup-reeksen (1927-1940 en 1955-1992), de internationale beker en voorloper van de huidige Europacups.
 Halve finale 
| Winnaar     | Land                | Uitslagen | Land                 | Verliezer     |
| ----------- | ------------------- | --------- | -------------------- | ------------- |
| Wacker Wien | Vlag van Oostenrijk | 4-1       | Vlag van Joegoslavië | Dinamo Zagreb |
| Rapid Wien  | Vlag van Oostenrijk | 5-0       | Vlag van Italië      | SS Lazio      |

 3e plaats 
| Winnaar       | Land                 | Uitslagen | Land            | Verliezer |
| ------------- | -------------------- | --------- | --------------- | --------- |
| Dinamo Zagreb | Vlag van Joegoslavië | 2-0       | Vlag van Italië | SS Lazio  |

 Finale 
| Winnaar    | Land                | Uitslagen | Land                | Verliezer   |
| ---------- | ------------------- | --------- | ------------------- | ----------- |
| Rapid Wien | Vlag van Oostenrijk | 2-0       | Vlag van Oostenrijk | Wacker Wien |

1927 · 1928 · 1929 · 1930 · 1931 · 1932 · 1933 · 1934 · 1935 · 1936 · 1937 · 1938 · 1939 · 1940 · 1951 · 1955 · 1956 · 1957 · 1958 · 1959 · 1960 · 1961 · 1962 · 1963 · 1964 · 1965 · 1966 · 1967 · 1968 · 1969 · 1970 · 1971 · 1972 · 1973 · 1974 · 1975 · 1976 · 1977 · 1978 · 1980 · 1981 · 1982 · 1983 · 1984 · 1985 · 1986 · 1987 · 1988 · 1989 · 1990 · 1991 · 1992